# ザ・ウォッチャーズ (映画)
『ザ・ウォッチャーズ』（原題ː The Watchers）は、2024年のアメリカ合衆国の超自然的ホラー・ファンタジー映画。A・M・シャインの同名小説を原作に、M・ナイト・シャマランが製作、その娘イシャナ・ナイト・シャマランが脚本と自身初の監督を務め、ダコタ・ファニングが主演を務めた。
本作は、2024年6月7日にアメリカで劇場公開された。批評家からは否定的な評価を受け、全世界で3,300万ドルの興行収入を記録した。

## ストーリー
ペットショップで働く28歳のアーティストのミナは、インコを動物園に届ける道中で突然車が故障し、地図にない不気味な森に迷い込む。辺りを見回し車に戻るが、乗ってきた車が消えてしまう。どこか避難できる場所がないか探索していると、森の中にガラス張りの部屋を見つける。そこには既に、年齢の異なる男女3人がいて、毎晩訪れる謎の“何か”に監視されることになる。

## キャスト
※括弧内は日本語吹替。
- ミナ／ルーシー: ダコタ・ファニング（安済知佳）
- キアラ: ジョージナ・キャンベル（英語版）（吉田麻実）
- マデリン: オルウェン・フエレ（英語版）（榊原良子）
- ダニエル: オリバー・フィネガン（英語版）（沢城千春）
- ジョン: アリスター・ブラマー（豊田茂）
- ローリー・キルマーティン教授: ジョン・リンチ

## 製作
2023年2月、ニュー・ライン・シネマは、長編映画監督デビュー作となるイシャナ・ナイト・シャマランが脚本・監督を務める『The Watchers』を製作すると発表した。同年4月、ダコタ・ファニングとジョージナ・キャンベルがキャストに加わった。
主要撮影は2023年7月から9月までダブリン、ウィックロー、ゴールウェイで行われた。2023年7月中旬には、SAG-AFTRAストライキ期間中も撮影を続行する暫定協定が認められた。
本作は、イシャナの父であるM・ナイト・シャマランが自己資金で製作し、ワーナー・ブラザースに3,000万ドルで売却された。

## 公開
2024年6月7日にワーナー・ブラザース・ピクチャーズからアメリカ、イギリス、アイルランドで劇場公開された。

## 評価

### 興行収入
アメリカとカナダで1,910万ドル、外国では1,390万ドル、全世界で3,300万ドルとなった。
アメリカとカナダでは『バッドボーイズ RIDE OR DIE』と同日に3,350館で公開され、公開初週の興行収入は800～1,000万ドルだと予想された。初日の興収は290万ドル（うち木曜夜の試写で100万ドル）、公開初週の興収は700万ドルで、4位に終わった。

### 批評家の反応
レビュー収集サイトのRotten Tomatoesでは、181件の批評家レビューがあり、支持率33%で、平均点は4.9/10となっている。批評家の総意は「不気味なムードに満ちているが、分かりにくい脚本が邪魔をしており、退屈になるまで長い時間視線を留めることしかできない。」としている。
Metacriticでは、38件の批評家レビューがあり、加重平均値は46/100となっている。  